# Sentul (Purwodadi)
Sentul is een bestuurslaag in het regentschap Pasuruan van de provincie Oost-Java, Indonesië. Sentul telt 4694 inwoners (volkstelling 2010).